# Игилик (Келесский район)
Игилик (каз. Игілік, до 199? г. — Омуртка) — село в Келесском районе Туркестанской области Казахстана. Входит в состав Биртилекского сельского округа. Код КАТО — 515447680.

## Население
В 1999 году население села составляло 584 человека (298 мужчин и 286 женщин). По данным переписи 2009 года, в селе проживало 886 человек (452 мужчины и 434 женщины).